# 후위 주자
후위 주자는 야구에서 홈플레이트에서 더 먼거리에 있는 누상에 있는 주자를 가르키는 단어이다.

## 설명
후위 주자는 쉽게 풀이해서 선행 주자의 반대어라고 생각하면 쉽다. 3루에 있는 주자는 야구의 규칙 상 제일 선행 주자가 되며 2루, 1루에 있는 주자나 타자는 3루에 있는 주자의 후위 주자가 되는 것이다. 2루에 있는 주자에게는 1루에 있는 주자와 타자가 후위 주자가 되며 1루에 있는 주자에겐 타자가 후위 주자가 된다. 야구의 규칙 상 후위 주자는 선행 주자를 추월할 수 없으며 선행 주자를 추월할 경우에는 아웃이 된다. 또한 후위 주자는 선행 주자가 먼저 후속 타자의 적시타를 통해 먼저 홈플레이트를 밟아 득점에 성공했을 때 따라 들어오며 경우에 따라 선행 주자가 슬라이딩을 요구하면 슬라이딩을 통해 홈플레이트로 들어오게 된다.

## 같이 보기
- 선행 주자
- 주자
- 야구